# 北九州市立鞘ヶ谷小学校
北九州市立鞘ヶ谷小学校（きたきゅうしゅうしりつさやがたにしょうがっこう）は、福岡県北九州市戸畑区東鞘ケ谷町にある公立小学校。

## 沿革
- 1949年（昭和24年） - 戸畑市立鞘ヶ谷小学校として天籟寺小学校より分離開校[2][3]
- 1958年（昭和33年） - 創立十周年記念式典を挙行する。校歌を制定[3]
- 1963年（昭和38年） - 北九州市立鞘ヶ谷小学校に改称[3]
- 1969年（昭和44年） - 創立二十周年記念式典を挙行[3]
- 1973年（昭和48年） - 校舎改築落成記念式典を挙行[3]
- 1978年（昭和53年） - 創立三十周年及び体育館落成記念式典を挙行[3]
- 1988年（昭和63年） - 創立四十周年記念式典を挙行[3]
- 1998年（平成10年） - 創立五十周年記念式典を挙行[3]

## 著名な出身者
- 早田ひな（卓球選手、パリオリンピック卓球女子シングルス銅メダリスト）

## 交通
- 西鉄バス鞘ヶ谷社宅前バス停下車、徒歩約6分

## 周辺
- 福岡県営中央公園
- 北九州市立総合体育館
- 北九州市立鞘ヶ谷陸上競技場